# كتاب دروداون
كتاب دروداون يعد الكتاب الذي نشر بواسطة بول هاوكن عن تخفيف تغير المناخ هو الخطة الأكثر شمولية لمواجهة الاحتباس الحراري.
ويصف الكتاب الحلول التي وضعت بواسطة مشروع دروداون، وتم ترتيبه بفئات (الطاقة، والغذاء، والمباني، والمدن، واستخدام الأراضي، والنقل، والمواد، وعوامل جذب قادمة)، وكتبت مقدمة الكتاب بواسطة توم استير.
ووفقا لفوكس؛ حتى عام 2017 لم يكن بوسع الأشخاص أن يفهموا ماذا بامكانهم ان يفعلوا أو الأثر الذي يمكن أن يحدث.
ويقدم دروداون مرجع وقائمة بالحلول رتبت بتأثيرات الكربون المحتملة مع تكلفة مقدرة ووصف قصير.
الكتاب حلل وقدم مئة حل محتمل، رتبت الحلول بحسب كميات غازات الاحتباس الحراري التي يمكن أن تقلل وتوصل إلى عدد هائل من الاستنتاجات والحلول المثمرة لمحاربة الاحتباس الحراري.
وصفت كاسبان الكتاب على أنه مجموعة من السياسات والخطط والبرامج النشطة لتقليل انبعاثات الكربون بعيدا عن اختصاص الحكومة الفيدرالية.